# Cerkiew Opieki Matki Bożej w Kamienicy Żyrowieckiej
Cerkiew Opieki Matki Bożej – prawosławna cerkiew parafialna położona w Kamienicy Żyrowieckiej, w dekanacie brzeskim rejonowym eparchii brzeskiej i kobryńskiej Egzarchatu Białoruskiego Patriarchatu Moskiewskiego.

## Historia
Cerkiew została zbudowana w latach 1994–2000, poświęcona 14 października 2001 r.

## Architektura

### Wygląd zewnętrzny
- Cerkiew została zbudowana w szarym kolorze ścian w stylu bizantyjsko-rosyjskim, orientowana, na planie krzyża.

- Nad świątynią góruje ośmioboczna wieża-dzwonnica zwieńczona ośmioramiennym krzyżem na cebulastej kopułce. Nad wejściem, na narożach  znajdują 2 kopułki. Cerkiew liczy ponad 20 okien z czerwonymi obwódkami. Nad częścią nawową znajduje się ośmioboczny bęben zwieńczony blachowaną kopułą z krzyżem, dach jest też z blachy.

### Wnętrze
- We wnętrzu stoi złocony, 3-rzędowy ikonostas zawierający ikony przedstawiające postacie i wydarzenia biblijne.
- Przy ikonostasie stoją dwie ikony umieszczone na kolumnach.
- W cerkwi znajdują się 3 kioty: dwa przy ikonostasie (z ikonami Pantokrator i Eleusa) oraz jeden z ikoną Hodigitria.
- Cerkiew nie ma fresków ściennych.